# 金融的検閲
金融的検閲（きんゆうてきけんえつ、Financial Censorship）は、金融機関や決済代行会社が、アカウントを閉鎖したり取引を妨害したりすることによって、オンライン上の表現の自由に不利な影響を与えること。プラットフォーム、広告代理店、クレジットカード会社が主体となっているとされる。

## 概要
インターネット上の表現者は、収入を寄付や電子商取引に頼っていることが多く、オンライン決済が不可能になることは表現活動が出来なくなることに直結する。そのため、銀行、決済代行会社、クレジットカード会社が、表現物を理由に入出金を阻害したり、口座を閉鎖したりすることは「検閲」であると言われる。
金融的検閲は、ウィキリークスのようなリークサイトや、PornhubやOnlyFansのようなポルノサイト、DMMやpixiv、DLsiteのような創作サイトに影響を及ぼしている。

## 歴史
2010年、ウィキリークスは具体的な犯罪に問われていなかったにもかかわらず、Visaとマスターカードによって寄付金の処理が停止された。
2020年にPornhubのクレジットカード決済が停止された際は、取引手段としてビットコインなどの暗号資産を代替的に用いる動きが見られた。
2024年、マンガ図書館Zが決済代行会社から一部の作品の削除要求を受け、それを履行したが契約は解除となった。同年、DLsite、メロンブックス、ニコニコが一時停止された他、おたく向け婚活サイト「アエルネ」も決済停止の連絡があった。
2025年7月、Steamでは、Visaとマスターカードの基準から外れた「特定の種類の成人向けコンテンツ」が禁止された。この措置に対しては、「Visaやマスターカードのような業者は、今や裏から道徳を司る権威となっている」、「NSFWコンテンツを削除するよう、プラットフォーム、金融機関に圧力をかけている者(または団体)が最初に狙うのはクィア、反逆的、あるいは"普通"ではないゲーム」であるとの指摘が述べられ、「金融的検閲の静かな常態化であり、LGBTQ+ゲームの開発者に悪影響を及ぼす」との懸念が示された。

## 回避策
金融的検閲の対策として、ステーブルコインなどの法定通貨が裏付けとなる暗号資産の活用が挙げられる。

## 反応
報道の自由財団は、GoFundMeが金融的検閲を行っているとして批判している。
東京弁護士会の山口貴士は、「日本では合法でも海外で違法とされるケースもあり、カード会社が社会的責任として決済停止措置を取ることは理解できる面もある」とした上で、「事業者にとっては"金融的な検閲"であり、ネット上での表現活動への影響は極めて大きい」と述べた。
2024年12月3日、NPO法人うぐいすリボンは、参議院議員会館で金融的検閲について考える院内集会「クレジットカード会社等による表現規制『金融検閲』問題を考える」を開催した。